# Original Net Anime

Representación de un personaje de una ONA.

ONA son las siglas que aluden al término en inglés «Original Net Anime», traducido al español como "anime original de internet", conocido en Japón como Web Anime (Web(ウェブ)アニメ Webu Anime?).
Es un término acuñado en Japón para referirse al anime creado para ser lanzado directamente en Internet. Es una forma relativamente nueva de distribución de anime, aún no completamente adoptada, pero que se está haciendo frecuente gracias a la creciente cantidad de sitios dedicados a la distribución de contenido multimedia a través de Internet en Japón. Su nombre deriva del término original video animation (OVA), un término que es usado en la industria del anime para la animación lanzada directamente en video desde principios de la década de los 80. En sus inicios, su duración solía ser menor a los de los capítulos de las series de animación.

## Series ONA
Una de las animaciones más famosas lanzadas en este formato es The King of Fighters: Another Day, que relata los sucesos que suceden en South-Town a finales del King of Fighters XI e inicios del King of Fighters: Maximum Impact 2, preparando la trama que se desarrollará en la secuela de este último juego. Otra serie en línea muy popular es Saint Seiya: Los Caballeros del Zodiaco, producida por Toei Animation y distribuida por Netflix; y también Super Dragon Ball Heroes.